# Cucurbitàcies
Les cucurbitàcies (Cucurbitaceae) són una família de plantes angiospermes de l'ordre de les cucurbitals (Cucurbitales), dins del clade de les fàbides, un subclade de les ròsides. Agrupa unes 1.000 espècies en un centear de gèneres amb una distribució és cosmopolita, als Països Catalans només n'hi ha dos gèneres autòctons, Ecballium i Bryonia. Inclou plantes conegudes i molt conreades pel seu fruit com ara el carabassó, les carabasses, el cogombre, el meló o la síndria, entre d'altres.
Les plantes d'aquesta família es conreen als tròpics i a les zones temperades, on aquelles amb fruits comestibles van ser de les primeres plantes cultivades tant al Vell Món com al Nou. La família Cucurbitaceae es troba entre les famílies de plantes més grans pel nombre i el percentatge d'espècies que s'usen com a aliment humà. El nom Cucurbitaceae prové del vocabulari científic internacional del neollatí, de Cucurbita, el gènere tipus, + -aceae, un sufix estandarditzat per als noms de família de plantes en la taxonomia moderna. El nom del gènere prové de la paraula llatina clàssica cucurbita, "carabassa".

## Descripció

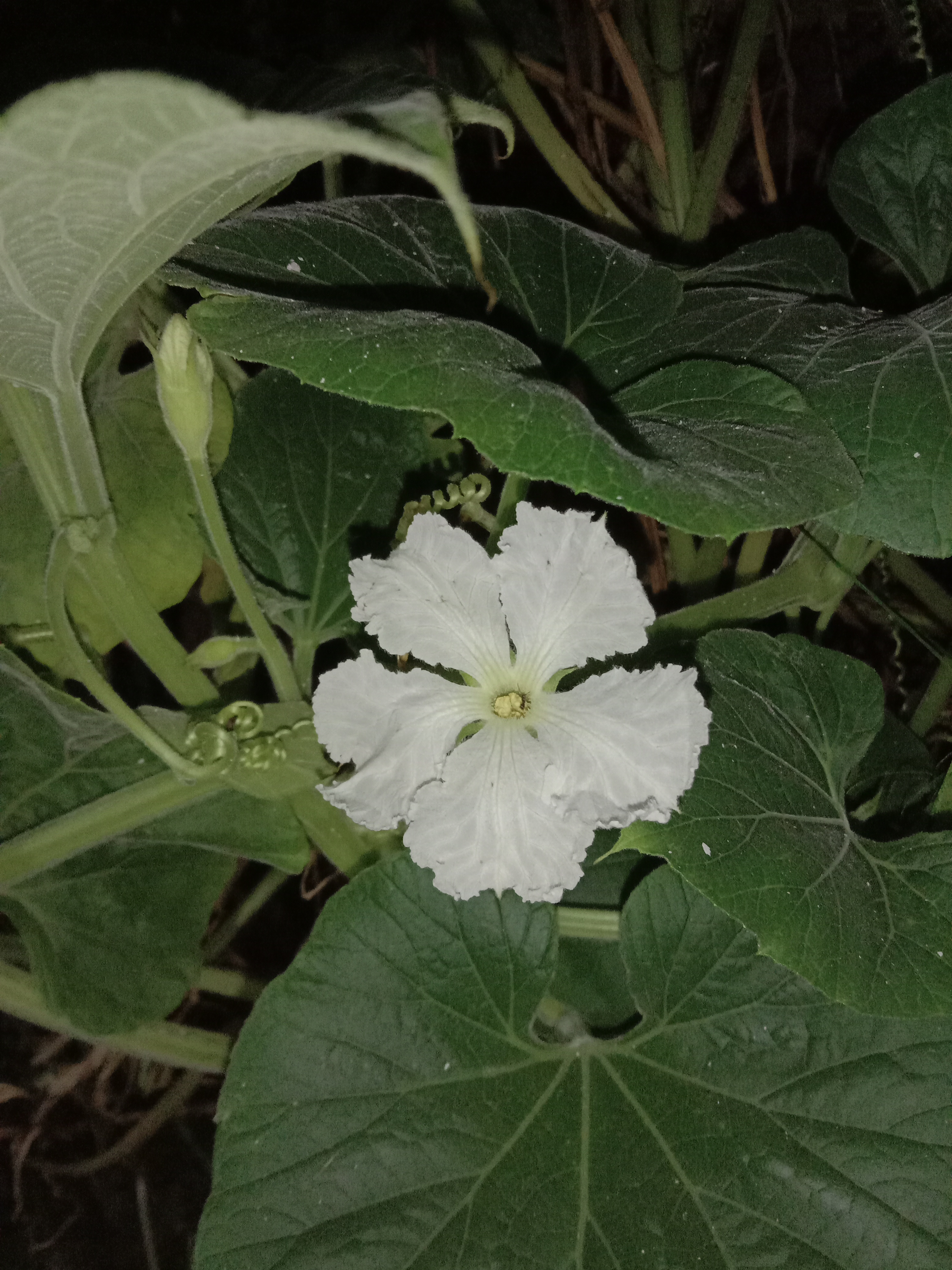
Flor de Lagenaria de nit

La majoria de les plantes d'aquesta família són vinyes anuals, però algunes són lianes llenyoses, arbustos espinosos o arbres (Dendrosicyos). Moltes espècies tenen flors grans, grogues o blanques. Les tiges són peludes i pentangulars. Els circells estan presents a 90° dels pecíols de les fulles als nusos. Les fulles són estipulades, alternes, simples palmat lobulades o compostes. Les flors són unisexuals, amb flors masculines i femenines en plantes diferents (dioiques) o en la mateixa planta (monoica). Les flors femenines tenen ovaris inferiors. El fruit és sovint una espècie de baia modificada que es diu pepònide.

## Història fòssil
Una de les cucurbitàcies fòssils més antigues fins ara és † Cucurbitaciphyllum lobatum de l'època del Paleocè, trobada a Shirley Canal, Montana. Va ser descrita per primera vegada l'any 1924 pel paleobotànic Frank Hall Knowlton. La fulla fòssil és palmada, trilobulada amb sinus lobulars arrodonits i un marge sencer o serrat. Té un patró de fulles semblant als membres dels gèneres Kedrostis, Melothria i Zehneria.

## Taxonomia
Aquesta família va ser descrita per primer cop l'any 1789 a l'obra Genera Plantarum del botànic francès Antoine-Laurent de Jussieu (1748 – 1836).

### Tribus
Dins d'aquesta família es reconeixen les següents 15 tribus:
- Actinostemmateae H. Schaef. & S.S. Renner
- Benincaseae Ser.
- Bryonieae Dumort.
- Coniandreae Endl.
- Cucurbiteae Ser.
- Indofevilleeae H. Schaef. & S.S. Renner
- Joliffieae Schrad.
- Momordiceae H. Schaef. & S.S. Renner
- Schizopeponeae C. Jeffrey
- Sicyoeae Schrad.
- Siraitieae H. Schaef. & S.S. Renner
- Thladiantheae H. Schaef. & S.S. Renner
- Gomphogyneae Benth. & Hook.
- Triceratieae A. Rich.
- Zanonieae Benth. & Hook.

### Gèneres
Dins d'aquesta família es reconeixen els 101 gèneres següents:
- Abobra Naudin
- Acanthosicyos Welw. ex Benth. & Hook.f.
- Actinostemma Griff.
- Alsomitra (Blume) Spach
- Ampelosicyos Thouars
- Apodanthera Arn.
- Austrobryonia H.Schaef.
- Baijiania A.M.Lu & J.Q.Li
- Bambekea Cogn.
- Bayabusua W.J.de Wilde
- Benincasa Savi
- Blastania Kotschy & Peyr.
- Bolbostemma Franquet
- Borneosicyos W.J.de Wilde
- Brandegea Cogn.
- Bryonia L.
- Calycophysum H.Karst. & Triana
- Cayaponia Silva Manso
- Cephalopentandra Chiov.
- Ceratosanthes Burm. ex Adans.
- Cionosicys Griseb.
- Citrullus Schrad. ex Eckl. & Zeyh.
- Coccinia Wight & Arn.
- Cogniauxia Baill.
- Corallocarpus Welw. ex Hook.f.
- Cucumis L.
- Cucurbita L.
- Cucurbitella Walp.
- Cyclanthera Schrad.
- Cyclantheropsis Harms
- Dactyliandra (Hook.f.) Hook.f.
- Dendrosicyos Balf.f.
- Diplocyclos (Endl.) Post & Kuntze
- Doyerea Grosourdy
- Ecballium A.Rich.
- Echinocystis Torr. & A.Gray
- Echinopepon Naudin
- Eureiandra Hook.f.
- Fevillea L.
- Gerrardanthus Harv. ex Benth. & Hook.f.
- Gomphogyne Griff.
- Gurania (Schltdl.) Cogn.
- Gynostemma Blume
- Halosicyos Mart.Crov.
- Hanburia Seem.
- Helmontia Cogn.
- Hemsleya Cogn. ex F.B.Forbes & Hemsl.
- Herpetospermum Wall. ex Benth. & Hook.f.
- Hodgsonia Hook.f. & Thomson
- Ibervillea Greene
- Indofevillea Chatterjee
- Indomelothria W.J.de Wilde & Duyfjes
- Kedrostis Medik.
- Khmeriosicyos W.J.de Wilde & Duyfjes
- Lagenaria Ser.
- Lemurosicyos Keraudren
- Linnaeosicyos H.Schaef. & Kocyan
- Luffa Mill.
- Marah Kellogg
- Melothria L.
- Microsechium Naudin
- Momordica L.
- Muellerargia Cogn.
- Neoalsomitra Hutch.
- Nothoalsomitra I.Telford
- Oreosyce Hook.f.
- Papuasicyos Duyfjes
- Parasicyos Dieterle
- Penelopeia Urb.
- Peponium Engl.
- Peponopsis Naudin
- Polyclathra Bertol.
- Psiguria Arn.
- Pteropepon Cogn.
- Raphidiocystis Hook.f.
- Ruthalicia C.Jeffrey
- Schizocarpum Schrad.
- Schizopepon Maxim.
- Scopellaria W.J.de Wilde & Duyfjes
- Sechiopsis Naudin
- Selysia Cogn.
- Seyrigia Keraudren
- Sicana Naudin
- Sicydium Schltdl.
- Sicyocaulis Wiggins
- Sicyos L.
- Sicyosperma A.Gray
- Sinobaijiania C.Jeffrey & W.J.de Wilde
- Siolmatra Baill.
- Siraitia Merr.
- Solena Lour.
- Tecunumania Standl. & Steyerm.
- Telfairia Hook.
- Thladiantha Bunge
- Trichosanthes L.
- Trochomeria Hook.f.
- Trochomeriopsis Cogn.
- Wilbrandia Silva Manso
- Xerosicyos Humbert
- Zanonia L.
- Zehneria Endl.

## Història taxonòmica
Carl von Linné en la seva obra Species Plantarum (1753) va nomenar el gènere Cucurbita L. que en aquell moment contenia 5 espècies que avui són 3 varietats de Cucurbita pepo i dues espècies transferides a altres gèneres: la carbassa vinatera Lagenaria siceraria i la síndria Citrullus lanatus. Més tard Antoine-Laurent de Jussieu va assignar els gèneres a famílies i va utilitzar Cucurbita com a gènere tipus de la família Cucurbitaceae, publicada a Genera Plantarum 393–394. 1789.
A l'antic sistema Cronquist (1981) la família de les cucurbitàcies era inclosa dins l'antic ordre de les Violales, amb una circumscripció d'unes 700 espècies agrupades en 90 gèneres, tot i que aquest emplaçament ja era dicutit a l'època. Al complex sistema Takhtadjan (1997), en canvi, aquesta família ja es trobava dins d'un ordre propi, el de les cucurbitals que era monotípic i dins del superordre de les Violanae.
A la primera classificació filogenètica APG (1998), les cucurbitàcies continuaven dins de l'ordre de les cucurbitals, però aquest ja no era monotípic, contenia set famílies i era dins del clade eurosids I. A la segona versió APG II (2003) es va mantenir la mateixa situació. A la tecera versió APG III (2009), l'únic canvi és que el clade eurosids I pren el nom de fabids, les fàbides, situació que es manté a la darrera versió publicada APG IV (2016).